# 張英華 (1886年)

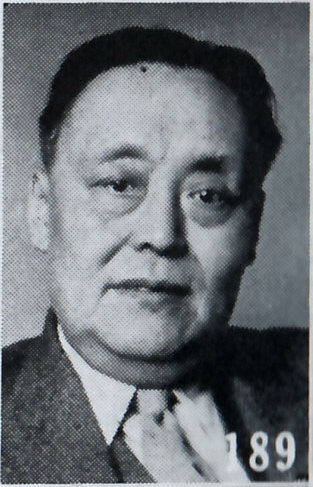

張英華（1886年—20世纪?），字月笙，男，直隷省冀州衡水县人，中华民国政治人物。

## 生平
张英华从省立北洋大学毕業後，到英国留学，后毕业于曼彻斯特大学。归国後，他任私立北京民国大学教授。1918年（民国7年），他任四川省川南盐務稽核所经理。翌年，他代理四川盐務使。1921年（民国10年）8月，他改任河東盐運使。翌年1月，他任甘粛省財政厅長。
同年6月，他任蘇州关監督。8月，他任北京政府中央的財政部次長兼盐務署署長、稽核所总办、全国財政討論会委員長。1923年（民国13年），張紹曾内閣内阁的劉恩源中途辞任，張英華署理財政总長。此后，他任幣制局总裁兼全国烟酒事務署督办。其后他继续在高凌霨临时内閣署理財政总長，7月他辞任。
1925年（民国14年），他任直系吴佩孚手下的十四省討賊聯軍籌餉处督办。翌年10月，他被吴佩孚任命为河南省省長，原定于11月10日到任，无奈河南省议会反对，推迟至11月17日张英华才到汴就职。1927年1月，他辞去河南省省长职。他从政界一度引退，後加入中国青年党。
1940年（民国29年）3月，他作为中国青年党代表，参加汪精衛的南京国民政府。他被任命为中央政治委員会委員、国民政府委員会委員。

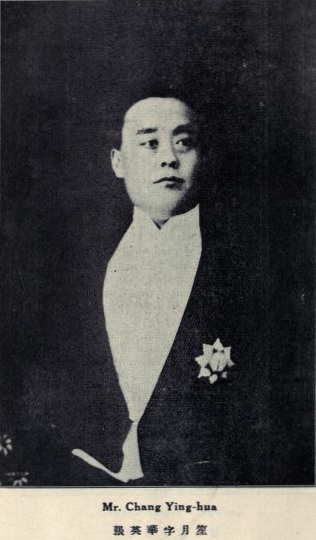
北京政府時代的張英華（Who's Who in China 3rd ed.,1925）

1944年（民国33年）以後，其消息不明。